# ハイスイノナサ
ハイスイノナサ (haisuinonasa) は、日本のオルタナティヴ・ロックバンド。

## 概要
ポストロック・エレクトロニカ・ミニマル・ミュージックなどに影響を受けた楽曲が特徴。
バンド名は、背水の陣とアメリカのNASAを合わせたもので、｢音楽性が想像できない、意味のないものがいいだろう｣という考えのもと、いくつか挙がった候補の中から選ばれた。

## 略歴
- 2004年 - 照井兄弟・田村・中村の4人で結成。2005年には鎌野が加入し、現在の編成となる。
- 2007年 - サマーソニック'07への出演の権利をかけたオーディションで、最終選考13組の内に残る。
- 2009年 - ミニアルバム「街について」でインディーズデビュー。
- 2012年 - 田村が脱退し、4人編成となる。
- 2015年 - 森谷が加入。
- 2016年2月 - 鎌野が脱退。
- 2017年1月19日 - 渋谷WWWで行われたライブで新たに4人のメンバーを加え、8人編成で活動することが発表された。

## メンバー
- 照井 順政
  - ギター・コーラス・作詞・作曲担当。淳政の弟。Annabel、蓮尾理之（元school food punishment）らとsiraphとしても活動中[1]。アイドルグループ・sora tob sakana音楽プロデューサー。テレビアニメ『呪術廻戦』の劇伴を手掛ける[2]。
- 照井 淳政
  - ベース・パーカッション担当。順政の兄。レコーディングエンジニアとしても活動中。
- 中村 圭佑
  - ドラムス・パーカッション担当。数曲作詞・作曲も行っている。
- 森谷 一貴
  - キーボード・シンセサイザー担当。2015年加入。
- 佐藤 香
  - パーカッション担当。2017年加入。Aureole(2016年解散)のメンバー。
- 櫻井友理子
  - キーボード・シンセサイザー担当。2017年加入。マモル＆ザ・クリティカルヒッツのメンバー。サポートミュージシャンとして活動中。
- 岡地 織花
  - ボーカル担当。2017年加入。
- 松島 汐里
  - ボーカル担当。2017年加入。

## サポート
- 藤江香織 (from COgeNdshE)
  - コーラス担当、2015年頃までサポート。

## 旧メンバー
- 田村知之
  - キーボード担当。2012年2月に脱退。

- 鎌野愛
  - ボーカル・キーボード担当。2016年2月に脱退。

## 作品

### アルバム
|          | 発売日         | タイトル         | 規格品番 | 収録曲 | 備考              |
| -------- | -------------- | ---------------- | -------- | --- | ----------------- |
| 1st mini | 2009年10月7日  | 街について       | ZNR-074  | 1. 平熱の街 2. ハッピーエンド 3. 都市の記憶 4. 通り雨 5. circle 6. 少年の掌(て)                                                        |                   |
| 2nd mini | 2010年11月17日 | 想像と都市の子供 | ZNR-101  | 1. mass 2. 均質化する風景 3. 想像と都市の子供 4. 傾く夜 5. ensemble 1 6. engine city                                                   | オリコン最高204位 |
| 1st      | 2012年5月23日  | 動物の身体       | ZNR-120  | 1. 動物の身体 2. ある夜の呼吸 3. 地下鉄の動態 4. 波の始まり 5. 水の形、面の終わり 6. logos 7. モビール 8. 森と照明 9. 落下から衝突まで | オリコン最高143位 |

### シングル
|     | 発売日        | タイトル   | 規格品番 | 収録曲 | 備考                         |
| --- | ------------- | ---------- | -------- | --- | ---------------------------- |
| 1st | 2013年6月12日 | reflection | ZNR-128  | 1. mirror 2. reflection 3. in motion | オリコン最高165位            |
| 2nd | 2015年3月11日 | 変身       | ZNR-138  | CD 1. 変身 2. 地図に無い街 3. ブラインド DVD [2014/12/02 ＠shibuya club asia ライブ映像] 1. reflection 2. 都市の記憶 3. in motion 4. 変声期 5. ハッピーエンド | オリコン最高135位 トレーラー |

### 自主制作
1. 1st DEMO
  1. Floating
  2. サイクリングとファンタジー
  3. Next
2. 2nd DEMO
  1. Here
  2. 明け方に近所の道を歩いてた
  3. Connect Song
3. 3rd DEMO
  1. 平熱の街
  2. ハッピーエンド
  3. Circle
4. the sworn group × ハイスイノナサ
  - the sworn groupとのスプリット音源。

  1. you（the sworn group）
  2. カノン（the sworn group）
  3. 平熱の街（ハイスイノナサ）
  4. 少年の掌（ハイスイノナサ）

### 初回特典CD
- 椅子と楽器のある部屋
  - 「街について」のタワーレコード初回特典。
  - 「zankyo record sound art book -5th anniversary special product」の特典CDに収録されている。
  - 公式サイトのBGMに使われている(2011年8月現在)。

  1. 椅子と楽器のある部屋
- ガラス/ザーパラ
  - 「想像と都市の子供」のタワーレコード初回特典。

  1. ガラス
  2. ザーパラ
- personal architecture 1
  - 「動物の身体」のタワーレコード初回特典。

  1. personal architecture 1

### 参加作品
| 発売日         | タイトル                                      | 規格品番 | 収録曲                        |
| -------------- | --------------------------------------------- | -------- | ----------------------------- |
| 2010年08月04日 | 残響record Compilation vol.2                  | ZNR-096  | 平熱の街                      |
| 2010年08月04日 | 残響祭 5th Anniversary DVD                    | ZNRV-004 | ハッピーエンド                |
| 2012年08月29日 | 残響record Compilation vol.3 -brightest hope- | ZNR-124  | reflection (compilation ver.) |
| 2013年12月04日 | Helping Hand -Tribute To Radiohead-           | KLK-2029 | Let Down                      |

## ミュージックビデオ
| 監督        | 曲名                           |
| 大西景太    | 「地下鉄の動態」「reflection」 |
| Scott Allen | 「地図にない街」               |
| 高橋健人    | 「想像と都市の子供」           |

## 主なライブ

### ワンマンライブ・主催イベント
- 2011年 - ハイスイノナサ「想像と都市の子供」release tour
- 2015年 - ハイスイノナサ「変身」リリース記念ワンマンライブ

### 出演イベント
- 2008年07月25日 - aquarifa×NINESPICES共同企画 沈黙した構造主義vol.2
- 2010年09月04日〜23日 - 残響sound tour 2010
- 2010年11月23日・25日 - Yamon Yamon Japan Tour 2010
- 2011年01月15日 - perfect piano lesson 10周年記念 ワンマンライブ
- 2011年09月17日〜24日 - 残響祭 7th Anniversary
- 2012年06月02日 - SAKAE SP-RING 2012
- 2012年09月01日〜16日 - 残響祭 8th Anniversary
- 2012年10月13日 - MINAMI WHEEL 2012
- 2012年12月02日 - LIVE CIRCUS 2012
- 2012年12月10日 - 爆祭-BAKUSAI-vol.6
- 2013年09月15日〜28日 - 残響祭 9th Anniversary
- 2013年11月04日 - LIVE HOUSE J & ANTENNA&残響レコード Presents 「excope vol.∞」
- 2014年03月02日 - DUBAI9 × tieemo
- 2014年06月21日 - やついいちろう YATSUI FESTIVAL! 2014
- 2014年09月21日〜10月19日 - 残響祭 10th Anniversary
- 2015年03月27日 - Marmalade butcher Uteruchesis Release Tour
- 2015年09月18日 - autumn out 2015